# Київський завод автоматики
ПАТ "НВО «Київський завод автоматики» — підприємство оборонного комплексу України в місті Київ. Розташоване на вулиці Старокиївській, 10-Г.
У складі заводу працює Спеціальне конструкторське бюро.
Завод виробляє електромеханічні прилади та системи управління мінно-торпедною та ракетною зброєю, бронетанковою технікою, космічними апаратами та морськими навігаційними комплексами.
Завод має контракти з бронетанковими заводами України на виготовлення та поставку спецпродукції на замовлення МОУ та Національної гвардії України.
Голова правління — Сергій Прокопович Маляров.

## Історія
Механічний завод «Ауто» акціонерного товариства «Граф і Ко» з'явився на Шулявці за адресою вул. Керосинна (Шолуденка), 19 у 1890-х роках, спеціалізувався на виробництві машин та агрегатів для цукрових, пивоварних, крохмальних та інших заводів. Директором заводу був певний час Едуард Гольтфретер (за даними Михайла Кальницького). Його змінив приблизно в 1910 році колишній гретеровець і директор заводу «Прогрес» у Бердичеві інженер П. Гомола, спеціаліст із обладнання цукрових заводів. На заводі працювало 120 робітників, а з 1916-го там трудилися десятки чеських військовополонених.
У 1920-х рр. завод націоналізовано та перетворено на підприємство з виробництва навчальних посібників «Фізико-хімік». З 1930-х років завод мав закриту назву, з 1966 року — Київський завод автоматики ім. Г. І. Петровського.

## Відомі працівники заводу
- Карпачов Юрій Андрійович — інженер-конструктор, головний конструктор систем керування ракетно-космічною технікою (1958—1980).
- Круглич Геннадій Михайлович — токар, слюсар-складальник, Герой Соціалістичної Праці.
- Ярмола Віктор Маркович — директор заводу (1961—1978).